# 小殖盘吸虫
小殖盘吸虫（学名：Cotylophoron fulleborni）为同盘科殖盘属的动物。分布于非洲以及中国大陆的福建、新疆等地，营寄生生活，宿主黑斑羚、黄牛、水牛、山羊、小羚羊以及寄生于瘤胃。